# Magnified
Magnified е тринайсетият албум на американската хевиметъл групата Kingdom Come. Албумът е издаден на 27 февруари 2009 г.

### Песни
1. „Living Dynamite“
2. „No Murderer I Kiss“
3. „24 Hours“
4. „So Unreal“
5. „When I Was“
6. „Over You“
7. „Sweet Killing“
8. „Unwritten Language“
9. „Hey Mama“
10. „The Machine Inside“
11. „Feeding The Flame“